# Pont Battant
Le pont (de) Battant est un des huit ponts routiers de la ville de Besançon. 

## Situation et accès
Le pont franchit le Doubs et relie les quartiers de La Boucle (centre historique) et de Battant entre le quai Vauban et la place Jouffroy d'Abbans.
Transports
- Le tramway emprunte le pont et s'arrête à proximité (station Battant).
- Une station VéloCité est située sur la place Jouffroy d'Abbans.

## Historique

### Le pont romain (160-1953)

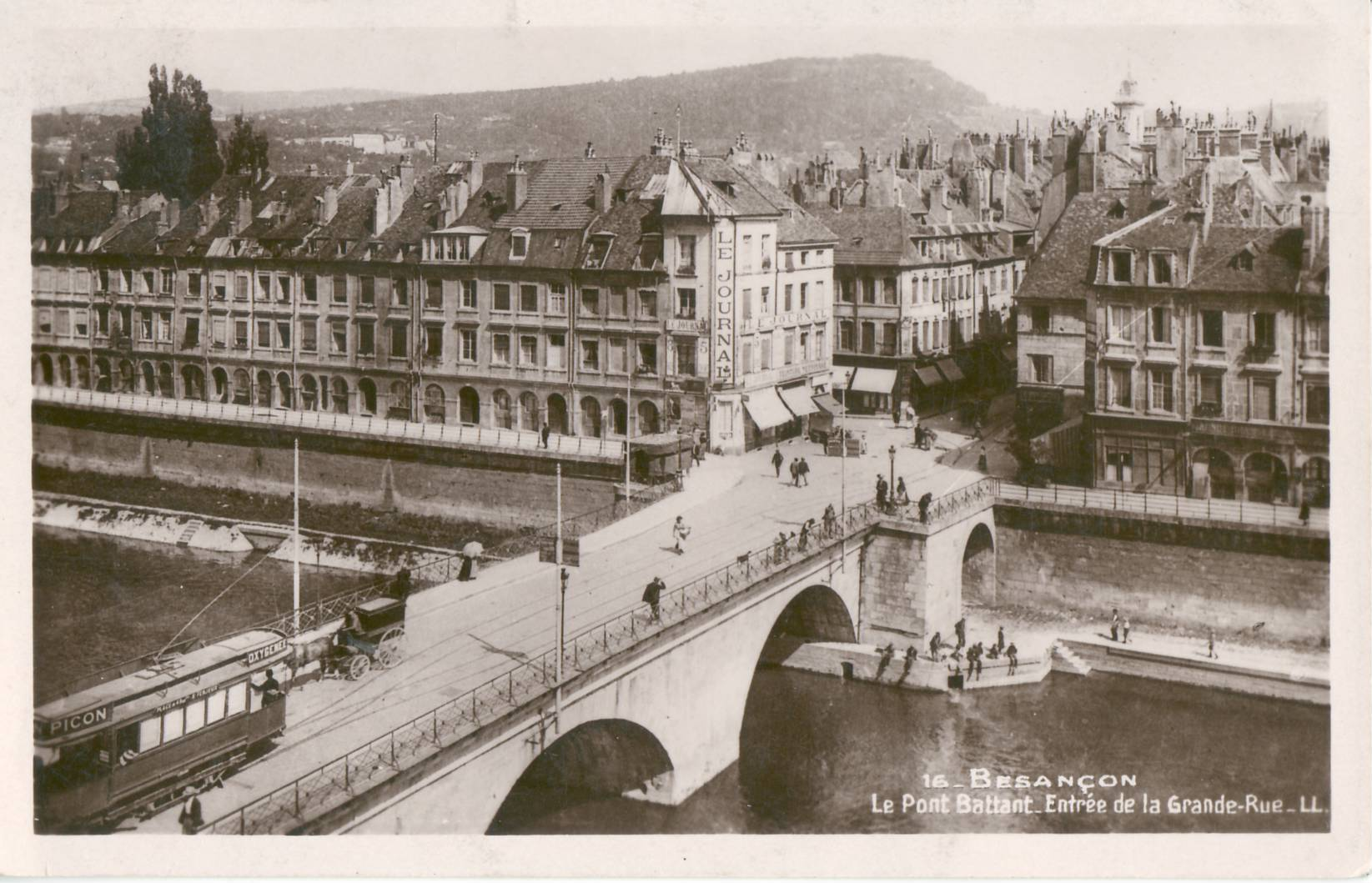
Une partie du pont à cinq arches, dans l'Entre-deux-guerres, avec un tramway.

Succédant vraisemblablement à un gué puis un pont de bois, le pont (de) Battant est construit à l'époque romaine (v. 160) et comprend alors sept arches. Conformément aux principes des architectes transalpins, le matériau utilisé devait résister à l’épreuve du temps : les Romains découvrent près d'Avrigney, à une trentaine de kilomètres de Vesontio, un calcaire blanc particulièrement résistant quoique tendre qu'ils utilisent notamment pour l'édification de l'ouvrage. Les piles du pont sont constituées de pierres  polygonales reliées par des crampons en fer scellés avec du plomb.
Il est, jusqu'à la fin du XVIIe siècle, le seul pont à franchir le Doubs à Besançon et est donc le point de passage pour les échanges entre le secteur historique et le nouveau quartier pendant l'expansion romaine de la ville.
À l'Époque moderne, seules cinq arches sont encore visibles les autres ayant été enfouies sous le cardo qui va devenir la Grande rue.
Le pont est, comme le cardo, pavé de blocs de 2 × 0,7 m, épais de plus de 35 cm. Il est plusieurs fois réparé et restauré (1453, 1506), élargi en 1688 époque où le quai Vauban l'empiète d'une demi-arche, et restauré à nouveau en 1729. En 1761, c'est l'ingénieur Jean Querret qui le sauve de la déconstruction souhaitée par la municipalité.   
Durant le Moyen Âge, le pont se couvre d’échoppes. Le 30 juin 1452, un feu partant de la maison d’un boucher, située devant la halle aux poissons ravage le quartier ; la moitié des échoppes sont incendiées. Les dernières échoppes ne disparaissent qu'en 1841 à l’occasion d’un ultime élargissement qui porte sa largeur à 6 m entre trottoirs. En 1265, l’archevêque de Besançon décide de faire construire  trois bâtisses débordant la margelle et percées de poternes ; elles subsisteront jusqu'en 1677.
La croix de pierre présente dès le XIIIe siècle au centre du pont est détruite sous la Révolution puis rétablie solennellement avant d'être retirée en 1880 lors du conflit entre la République et l’Église, contre l'avis des paroissiens de la Madeleine.
Après la conquête française de 1678, un arc de triomphe à la gloire de Louis XIV est érigé à son extrémité côté boucle entre 1691 et 1693. Cet édifice est  déconstruit en 1776 car devenu dangereux du fait des chutes de pierres gélives. La casemate de tir positionnée sous le pont en rive gauche est supprimée  vers 1828 pour permettre le passage du chemin de halage.
Le général Marulaz, défenseur de Besançon lors du blocus de 1814 envisage de le couper pour isoler la boucle, mais y renonce à la lecture d'une lettre que la comtesse de Montrond attribue à Fénelon mais qu'elle a écrite elle-même.
Le pont romain résiste aux crues de 1570, 1789, et 1802. Le 18 septembre 1852, il échappe à une destruction au canon, du fait d'une montée des eaux devenue critique.
L'aménagement du quai Vauban (1695) en rive gauche du Doubs, puis  de Strasbourg et Veil-Picard en rive droite (1874-1879), fait que le nombre d'arches est réduit à trois.
En 1910, il résiste encore bien que l'eau monte jusqu'au parapet. C'est sans doute l'existence du canal de dérivation sous la place Jouffroy d'Abbans lors de la construction des quais rive droite qui le sauve, mais dès cette époque on envisage de le remplacer par un pont à une seule arche.
De 1897 à 1952, une ligne de tramway venant de la Grande rue, traverse le Doubs à cet endroit, puis, après le quai Veil-Picard, suit la rue de Dole jusqu'à la Cité Rosemont.
L'arche à l'extrémité nord du pont située contre le quai Veil-Picard et le quai de Strasbourg) , est détruite durant la Seconde Guerre mondiale (par les Français en juin 1940 puis par les Allemands en septembre 1944). Le pont est finalement déconstruit en 1953 et remplacé par un ouvrage en béton précontraint à une seule arche, laissant passer librement les eaux des crues.
Aujourd'hui encore subsiste, en rive gauche, la base d'une pile du pont bâti par les Romains.

#### La crue de 1910
Dès le début de l'année 1910, il ne cesse de pleuvoir sur la région, et la fonte des neiges due à des températures clémentes n'arrange rien. Le 18 janvier 1910, le niveau du Doubs ne finit pas d'augmenter, atteignant 5,31 mètres de haut le lendemain et 6,90 mètres le 20 janvier au matin avant d'atteindre 8,68 mètres à 17 h. La cote maximale est historique de 9,57 mètres est atteinte le vendredi 21 janvier 1910 à 2 h du matin.
Les billes de bois venant des papeteries de Novillars heurtent les piles et s'accumulent au niveau du pont, obstruant ainsi considérablement le passage de l'eau jusqu'à former un barrage tel que le niveau du Doubs devient supérieur d'1,50 m en amont par rapport à l'aval. La traversée du pont est même, lors de la cote historique, totalement interdit. Par chance, aucun dégât majeur n'est à déplorer, à l'instar du reste des infrastructures de la ville qui sont cependant très endommagées.

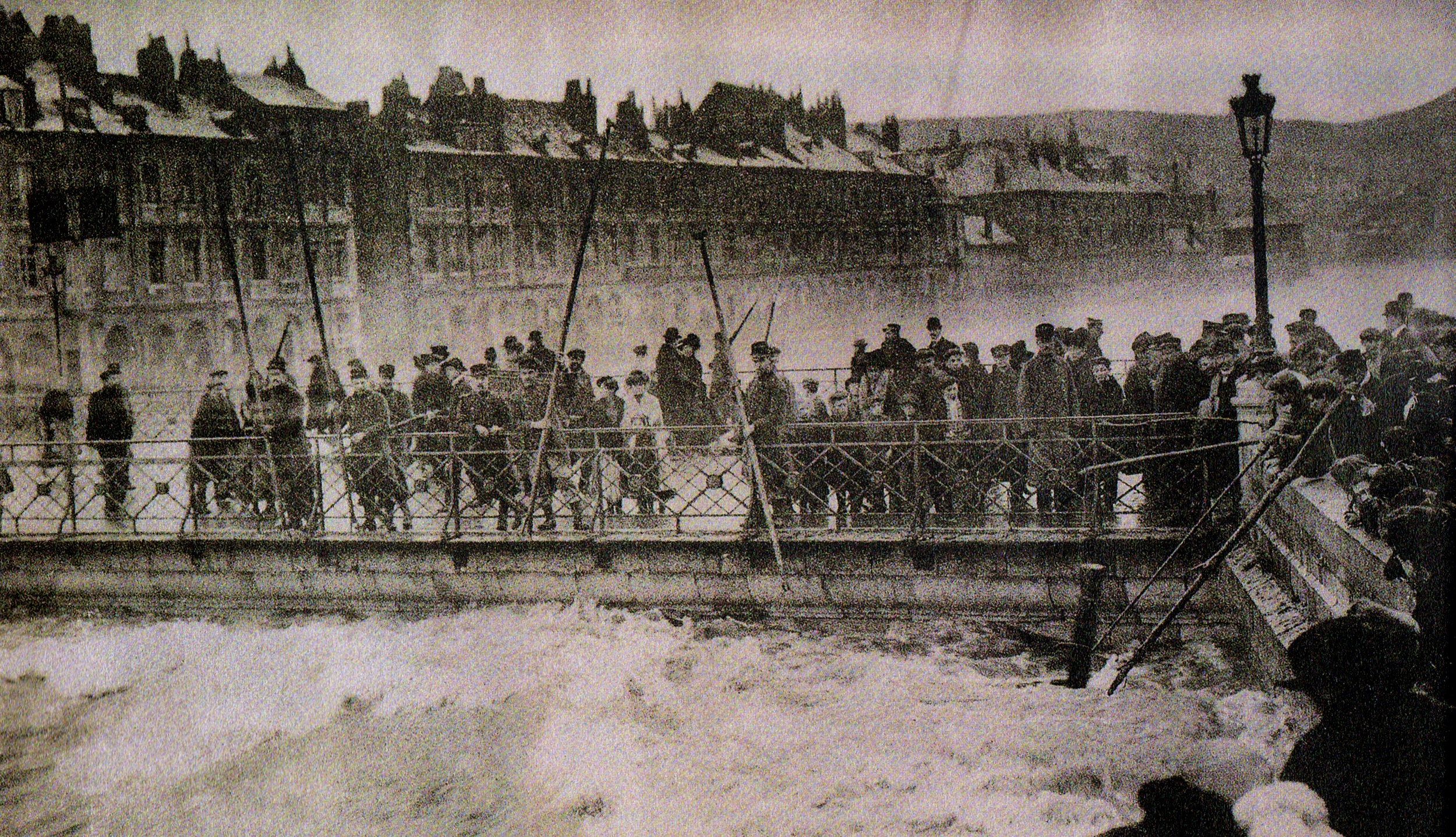
Le pont Battant, le 21 janvier 1910.

### Les ponts modernes

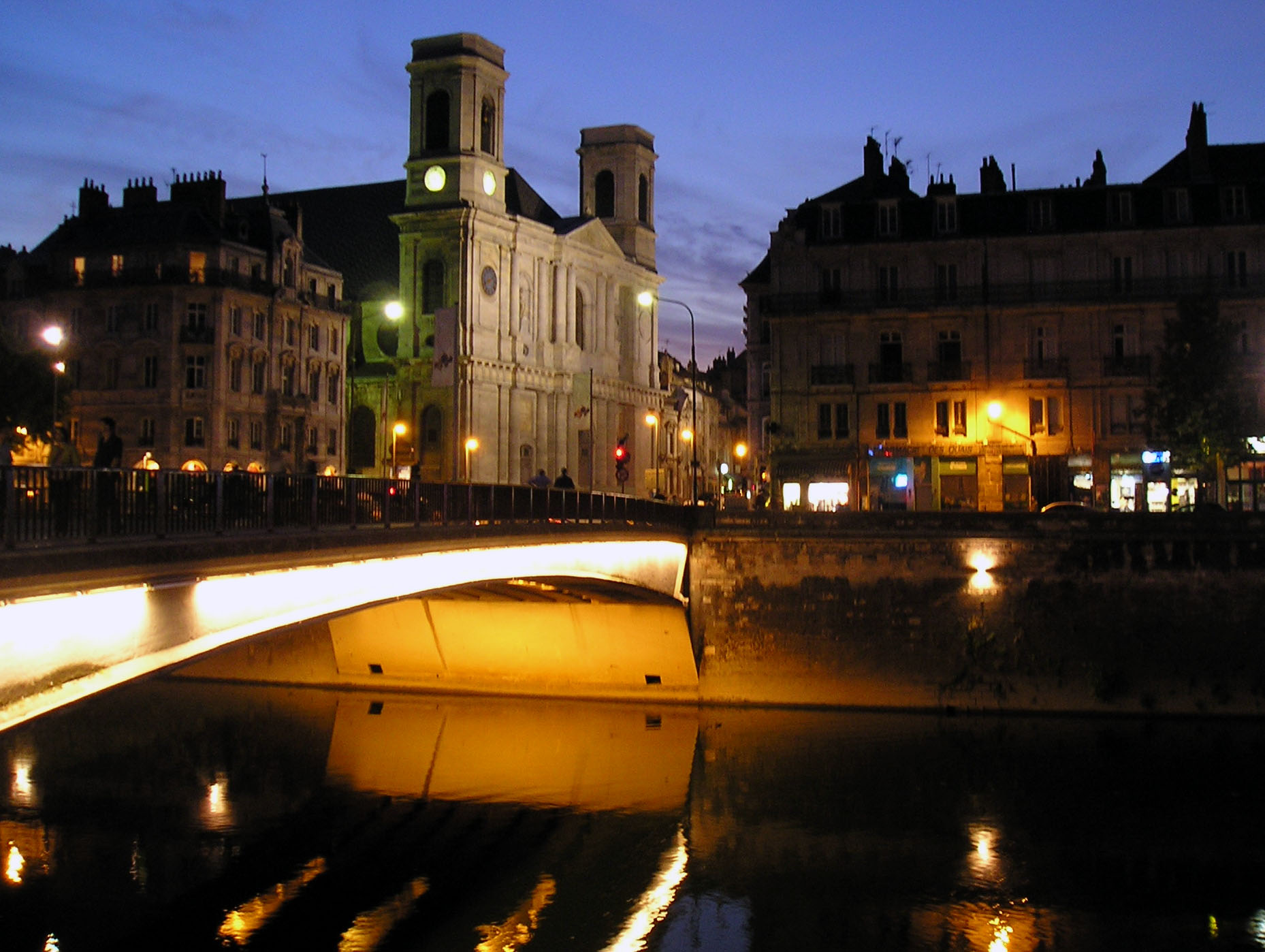
Pont de 1953 et quartier Battant, de nuit

Après la Seconde Guerre mondiale le pont est réparé puis, en 1953, remplacé par un premier ouvrage moderne. Un second prend sa place en 2013
En 1944, après avoir été partiellement détruit. il est réhabilité tout en conservant ses trois arches. En 1953, le pont est  déconstruit pour deux raisons : Premièrement, pour éviter les inondations répétées qui paralysent alors la circulation ; deuxièmement, le transport fluvial touristique étant en plein essor, il est alors souhaitable que des bateaux puissent emprunter la boucle. C'est un pont en béton à une seule arche qui prend la place du pont romain. À la suite des révisions du plan de circulation dans la boucle il est dédié  à la circulation des bus et cycles au début du XXIe siècle.
Jugé « en fin de vie » et trop étroit pour le passage du tramway, il est remplacé par un autre pont en juin 2013, pont interdit aux automobilistes. En janvier 2014, le tramway de Besançon le franchit pour la première fois.

#### Caractéristiques du pont de 1953
Le pont, situé 8 mètres au-dessus du niveau du Doubs, mesure environ 60 m de long et 17 m de large. Il s'agit d'un pont en béton précontraint d'une seule travée parmi les premiers construits en France, ce qui constitue une prouesse technique pour l'époque. Trois mille tonnes de béton sont nécessaires à sa construction. Les barrières sont en fer forgé, peintes de couleur verte ; des jardinières le décorent fréquemment. Une partie de l'année, des camelots y posent leurs étals.

#### Caractéristiques du pont de 2013
Constitué de caissons métalliques assemblés, cet ouvrage est très peu épais, ce qui permet d'offrir une perspective encore plus épurée sur le quai Vauban. Long de 60 mètres, comme le précédent, le nouveau pont, qui peut supporter une charge de 400 tonnes, est plus large de 7 mètres, passant ainsi à 24 mètres. Cet élargissement est la condition nécessaire au franchissement du Doubs par le tramway mis en service en 2014. Les  mètres supplémentaires permettent, en effet, au tramway de tourner du quai Veil-Picard sur le pont, tout en préservant les distances de sécurité avec les autres usagers et le confort des piétons et des cyclistes. Sur l’ouvrage, les rails dessinent un "S"  en reliant les places de la Révolution et de Jouffroy d’Abbans. Quelques marches séparent la partie réservée au tram des espaces piétonniers.
Comme sur le pont des Arts à Paris, les amoureux ont pris l'habitude  de suspendre un cadenas aux grilles du nouveau pont. La municipalité en a dénombré 400 en juin 2015, et laisse faire avec bienveillance.

## Bâtiments remarquables et lieux de mémoire

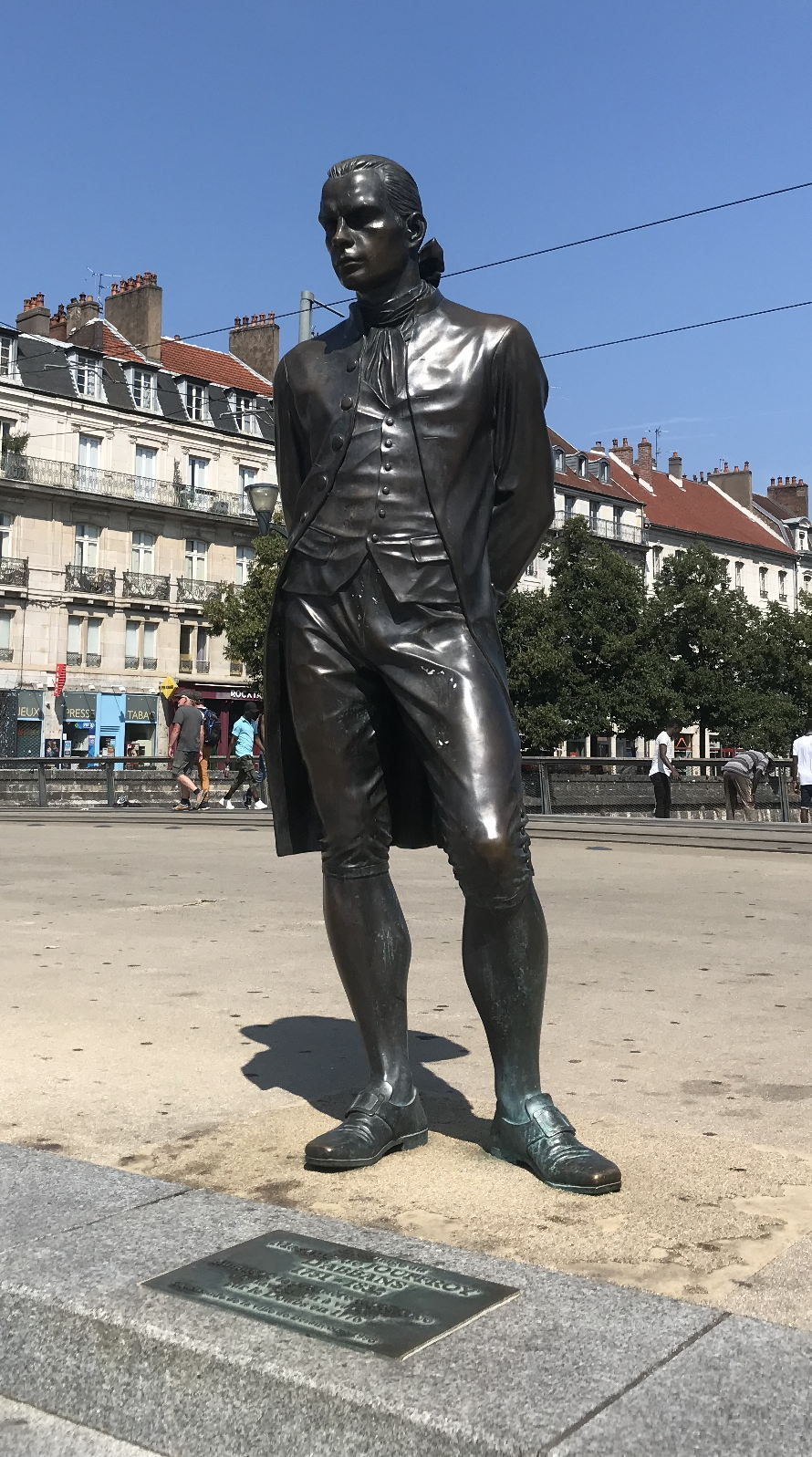
Statue de Jouffroy d'Abbans érigée sur le pont Battant.

- Sur le pont se trouve, depuis 2015[18], une statue de Pascal Coupot honorant Claude François Jouffroy d'Abbans (1751-1832), pionnier de la navigation à vapeur, dont les premiers essais eurent lieu en 1778 sur le Doubs. Une autre statue du même inventeur est située promenade de l'Helvétie, à faible distance du pont Battant[19].
- À l'entrée du pont se trouve, depuis 2011, une plaque « A la Mémoire des Algériens Victimes de la répression lors d'une Manifestation Pacifique le 17 Octobre 1961 à Paris »[20]. Chaque 17 octobre, un lancer de fleurs dans le Doubs est organisé à proximité, afin de « ne pas oublier »[21],[22].

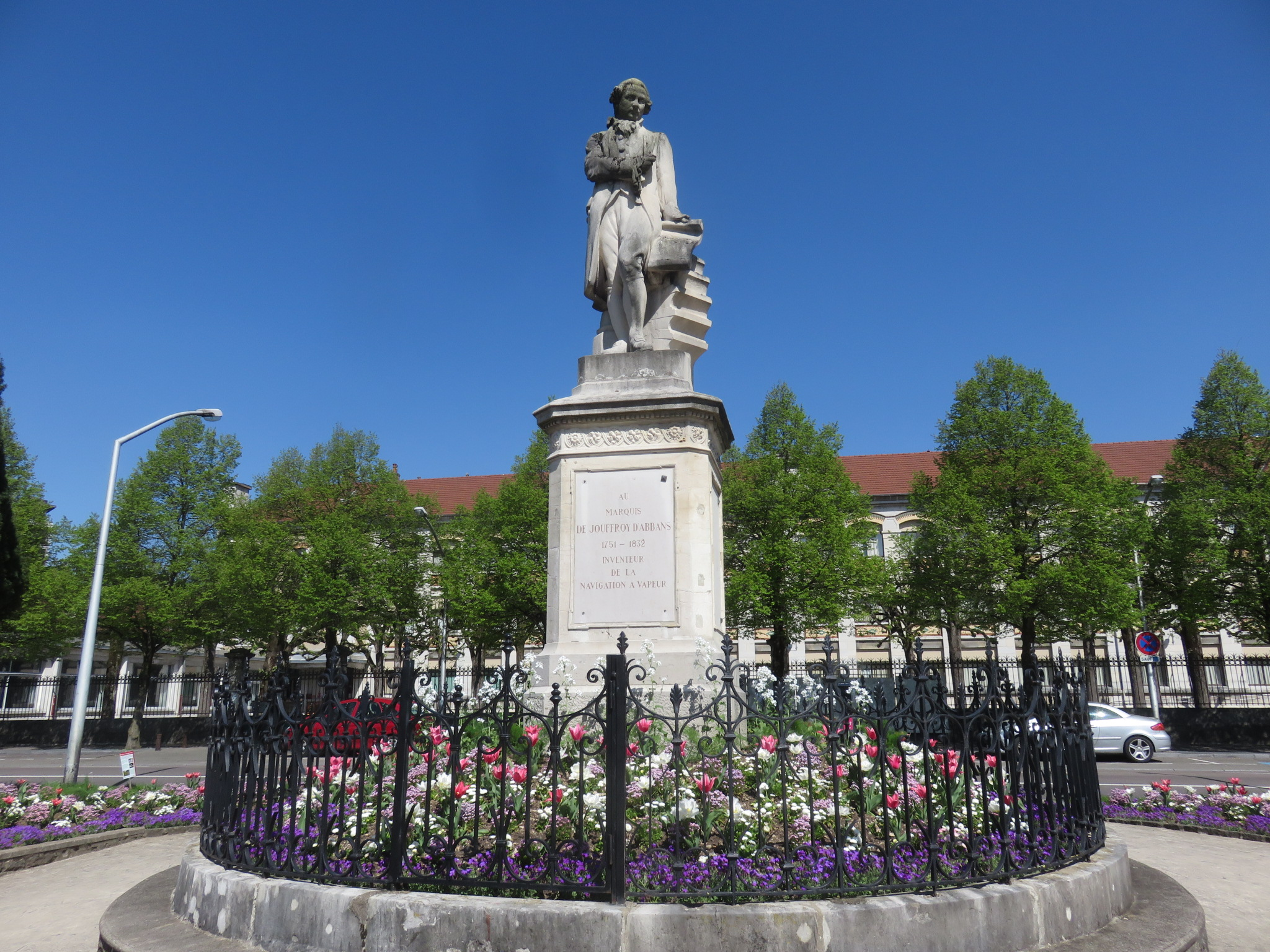
Autre statue de Jouffroy d'Abbans, promenade de l'Helvétie.